# Sanda distrikt
Sanda distrikt är ett distrikt i Gotlands kommun och Gotlands län. 
Distriktet ligger på västra delen av Gotland.

## Tidigare administrativ tillhörighet
Distriktet inrättades 2016 och utgörs av socknen Sanda.
Området motsvarar den omfattning Sanda församling hade vid årsskiftet 1999/2000.